# Andrzej Wojciech Suski
Andrzej Suski, noto anche come Andrzej Wojciech Suski (Płock, 24 dicembre 1941), è un vescovo cattolico e docente polacco dell'Università Cardinale Stefan Wyszyński di Varsavia, dall'11 novembre 2017 vescovo emerito di Toruń.

## Biografia
Andrzej Wojciech Suski nacque a Płock il 24 dicembre 1941.

### Formazione e ministero sacerdotale
Si laureò nel 1959 presso il Liceo Marszałka Stanisława Małachowskiego ed entrò poi nel seminario maggiore di Płock.
Il 13 giugno 1965 fu ordinato presbitero, nella chiesa parrocchiale di San Bartolomeo, dal vescovo Piotr Dudziec.
Studiò poi alla Pontificia Università Gregoriana di Roma. Dopo la laurea, nell'ottobre del 1967, proseguì gli studi di Sacra Scrittura presso il Pontificio Istituto Biblico. Il 19 giugno 1970 completò gli studi teologici. Tre anni dopo, nel 1973, conseguì il dottorato in teologia presso la Pontificia Università Gregoriana a Roma.
Nel 1973 divenne docente presso il seminario maggiore della diocesi di Płock. Dal dicembre 1974 insegnò anche materie bibliche presso la Facoltà teologica dell'Accademia di teologia cattolica di Varsavia. Nel settembre 1975 divenne professore presso il seminario teologico superiore di Płock. Nel 1976 accettò l'incarico di professore ricercatore presso il dipartimento di Studi biblici della Facoltà teologica dell'Accademia di teologia cattolica di Varsavia. Nel 1986 fu nominato rettore del seminario maggiore della Diocesi di Płock.
Nel 1985 fu nominato cappellano di Sua Santità.

### Ministero episcopale
Nel 1986 papa Giovanni Paolo II lo nominò vescovo titolare di Pulcheriopoli e vescovo ausiliare dell'amministratore apostolico della diocesi di Płock. Ricevette l'ordinazione episcopale il 4 ottobre seguente, dal primate della Polonia, cardinale Józef Glemp, nella basilica cattedrale di Santa Maria Assunta a Płock. Scelse come motto episcopale un'espressione del Vexilla regis: "Spes mea unica" (La mia unica speranza).
Con la bolla Totus tuus Poloniae populus, emanata il 25 marzo 1992, papa Giovanni Paolo II riorganizzò l'amministrazione ecclesiastica in Polonia. Lo stesso giorno, pertanto, fu nominato vescovo nella neo-eretta diocesi di Toruń. Il 31 maggio seguente prese possesso della diocesi, nella basilica cattedrale di San Giovanni Battista e San Giovanni Evangelista a Toruń.
Nel 1993 fondò il seminario maggiore a Toruń. Nel 1996 fu eletto presidente della commissione per il clero della Conferenza episcopale polacca. Nell'ottobre 1999 prese parte al Sinodo dei vescovi a Roma come rappresentante della Chiesa cattolica in Polonia. Nel 2002 fece parte dell'equipe episcopale per le preoccupazioni pastorali di Radio Maryja. Dall'ottobre 2007 fu membro del Consiglio permanente della Conferenza episcopale polacca.
Come promotore di opere caritative, con il primo decreto episcopale fondò la filiale della Caritas diocesana di Toruń. Nel 2009 esistevano già tre centri a Toruń che fornirono aiuto materiale, scolastico ed educativo a centinaia di poveri residenti della città. Promosse e sostenne la creazione dell'ospizio "Światło", del Centro per il dialogo sociale, dei dormitori scolastici e delle "okna życia" (finestre di vita) per i neonati abbandonati dalle madri.
Premiato, tra l'altro, con la Medaglia Missio Reconciliationis (missione di riconciliazione) - un premio assegnato a persone che si impegnano nell'opera di riconciliazione e comprensione tra nazioni e culture diverse -, si impegnò per la riconciliazione tra tedeschi e polacchi. In questo contesto, il 15 settembre 2015, inaugurò un sacrario nella chiesa di pellegrinaggio di San Martino a Boleszyn, che vuole commemorare il parroco tedesco-polacco Franz Boehm, che morì nel 1945 nel campo di concentramento di Dachau.
L'11 novembre 2017 papa Francesco accettò la sua rinuncia, presentata per raggiunti limiti di età, al governo pastorale della diocesi di Toruń; gli succedette il vescovo Wiesław Śmigiel.
Nel 2019 fu co-consacrante alle ordinazioni dell'arcivescovo di Manfredonia-Vieste-San Giovanni Rotondo Franco Moscone e del nunzio apostolico in Mali e Guinea Tymon Tytus Chmielecki.

## Genealogia episcopale
La genealogia episcopale è:
- Cardinale Scipione Rebiba
- Cardinale Giulio Antonio Santori
- Cardinale Girolamo Bernerio, O.P.
- Vescovo Claudio Rangoni
- Arcivescovo Wawrzyniec Gembicki
- Arcivescovo Jan Wężyk
- Vescovo Piotr Gembicki
- Vescovo Jan Gembicki
- Vescovo Bonawentura Madaliński
- Vescovo Jan Małachowski
- Arcivescovo Stanisław Szembek
- Vescovo Felicjan Konstanty Szaniawski
- Vescovo Andrzej Stanisław Załuski
- Arcivescovo Adam Ignacy Komorowski
- Arcivescovo Władysław Aleksander Łubieński
- Vescovo Andrzej Stanisław Młodziejowski
- Arcivescovo Kasper Kazimierz Cieciszowski
- Vescovo Franciszek Borgiasz Mackiewicz
- Vescovo Michał Piwnicki
- Arcivescovo Ignacy Ludwik Pawłowski
- Arcivescovo Kazimierz Roch Dmochowski
- Arcivescovo Wacław Żyliński
- Vescovo Aleksander Kazimierz Bereśniewicz
- Arcivescovo Szymon Marcin Kozłowski
- Vescovo Mečislovas Leonardas Paliulionis
- Arcivescovo Bolesław Hieronim Kłopotowski
- Arcivescovo Jerzy Józef Elizeusz Szembek
- Vescovo Stanisław Kazimierz Zdzitowiecki
- Cardinale Aleksander Kakowski
- Cardinale August Hlond, S.D.B.
- Cardinale Stefan Wyszyński
- Cardinale Józef Glemp
- Vescovo Andrzej Wojciech Suski[7]